# Eric Carle
Eric Carle (ur. 25 czerwca 1929 w Syracuse w stanie Nowy Jork, zm. 23 maja 2021 w Northampton w stanie Massachusetts) – amerykański pisarz i ilustrator książek dla dzieci pochodzenia niemieckiego. Stworzył ponad 70 ilustrowanych książek dla dzieci przetłumaczonych na ponad 30 języków, które na całym świecie zostały sprzedane w ponad 152 milionach egzemplarzy. Najbardziej znana z nich, napisana w 1969 roku Bardzo głodna gąsienica (ang. The Very Hungry Caterpillar) została przetłumaczona na ponad 65 języków i sprzedała się w ponad 46 milionach egzemplarzy na całym świecie. W 2003 roku Carle został uhonorowany prestiżową nagrodą Laura Ingalls Wilder Medal.

## Życiorys

### Wczesne lata
Urodził się 25 czerwca 1929 roku w Syracuse w stanie Nowy Jork w rodzinie niemieckich imigrantów. Jego ojciec, Erich Carle, był lakiernikiem w fabryce pralek, zaś matka, Johanna z domu Öelschlager, pracowała w rodzinnej firmie. Miał młodszą siostrę. Gdy Carle junior miał sześć lat jego matka, stęskniona za Niemcami, zadecydowała o przeprowadzce rodziny do Stuttgartu, swojego rodzinnego miasta. Przeprowadzce do Niemiec zdecydowanie sprzeciwiał się ojciec Erica Carle’a, jednak w końcu uległ żonie. Ojciec został powołany przez władze nazistowskie do armii niemieckiej i wysłany na front wschodni II wojny światowej, gdzie skończył jako radziecki jeniec wojenny. Został zwolniony z niewoli w 1947 roku – jak po latach wspominał jego syn, ważył wówczas 85 funtów (ok. 39 kg) i był „złamanym człowiekiem”. W następnych latach był częstym pensjonariuszem sanatoriów i zmarł przedwcześnie.
Młody Eric Carle dorastał w III Rzeszy i miał okazję widzieć Adolfa Hitlera, a także dostać autograf od Erwina Rommla. Był uczniem zorganizowanej według panującego w III Rzeszy modelu politycznego szkoły. Wiele lat później wspominał, że cechowały ją ciasne sale lekcyjne, twarde ołówki, racjonowanie papieru i stosowanie kar cielesnych. W 1944 roku, mający wówczas 15 lat Carle uniknął poboru do wojska ze względu na młody wiek i amerykańskie obywatelstwo. Został jednak zwerbowany przez władze do kopania okopów na linii Zygfryda.
Po II wojnie światowej studiował typografię i grafikę na Państwowej Akademii Sztuk Pięknych w Stuttgarcie. Studia ukończył w 1950 roku, zaś dwa lata później zdecydował się przenieść do Nowego Jorku, mając na koncie jedynie 40 dolarów. Z pomocą ilustratora i dyrektora artystycznego Lea Lionniego dostał pracę jako grafik w dziale reklamy gazety „The New York Times”. Po sześciu miesiącach, ze względu na trwającą wówczas wojnę koreańską, został powołany do armii Stanów Zjednoczonych i wysłany do bazy wojskowej w Niemczech Zachodnich, gdzie służył w 2 Dywizji Pancernej jako urzędnik pocztowy.
Po odbyciu służby wojskowej wrócił do pracy w „The New York Timesie”, z którego odszedł w 1963 roku. Później pracował w agencji reklamowej jako dyrektor artystyczny.

### Kariera pisarza i ilustratora
Nie planował kariery twórcy książek dla dzieci, ani nie interesował się szczególnie ilustracjami. Jednak, gdy pedagog i pisarz Bill Martin Jr. zobaczył stworzoną przez niego reklamę, to poprosił go o zilustrowanie książki autorstwa jego dzieci pod tytułem Miś patrzy! (ang. Brown Bear, Brown Bear, What Do You See?), która została opublikowana w 1967 roku. W następnym roku z kolei Carle napisał i zilustrował swoją pierwszą autorską książkę, 1, 2, 3 to the Zoo. W 1969 roku stworzył najbardziej znaną książkę – Bardzo głodna gąsienica (ang. The Very Hungry Caterpillar). Publikacja ta została przetłumaczona na ponad 65 języków i sprzedała się w ponad 46 milionach egzemplarzy na całym świecie. W sumie Eric Carle jest odpowiedzialny za stworzenie ponad 70 ilustrowanych książek dla dzieci przetłumaczonych na ponad 30 języków, które na całym świecie zostały sprzedane w ponad 152 milionach egzemplarzy; oprócz wyżej wymienionych są wśród nich także m.in. Biedronka (ang. The Bad Tempered Ladybird, 1976), Pajączek (ang. The Very Busy Spider, 1985) i Miś słucha! (ang. Polar Bear, Polar Bear, What Do You Hear?; z Billem Martinem Jr., 1991). Po 2000 roku opublikował m.in. Does a Kangaroo Have a Mother Too, Slowly Slowly Said the Sloth i Mister Seahorse.
W 1993 roku firma Disney wydała animowane wersje pięciu krótkich opowiadań Carle’a.
W 2001 roku został odznaczony Krzyżem Zasługi Republiki Federalnej Niemiec za „dokonania artystyczne i pośrednictwo między kulturami”.
22 listopada 2002 roku wraz z drugą żoną Barbarą Morrison otworzył w Amherst w stanie Massachusetts The Eric Carle Museum of Picture Book Art, muzeum poświęcone sztuce tworzenia ilustrowanych książek dla dzieci, prowadzące także działalność edukacyjną. Od momentu otwarcia muzeum odwiedziło ponad 750 tysięcy zwiedzających, w tym 50 tysięcy dzieci ze szkół.
W 2003 roku otrzymał nagrodę Laura Ingalls Wilder Medal (stała się Children’s Literature Legacy Award). Oprócz niej otrzymał jeszcze m.in. Regina Medal w 1999 roku, Nagrodę Fundacji NEA (ang. NEA Foundation Award) za „wybitne zasługi dla edukacji publicznej” w 2007 roku oraz przyznawaną przez Towarzystwo Ilustratorów (ang. Society of Illustrators) nagrodę za całokształt twórczości w 2010 roku. Eric Carle został także nagrodzony tytułami honorowymi przez uczelnie wyższe, m.in. Bates College w 2007 roku i Williams College w 2016 roku.
W 2009 roku firma Google poprosiła Carle’a o zaprojektowanie Doodle’a z okazji 40. rocznicy wydania Bardzo głodnej gąsienicy. Stworzony przez niego Doodle pojawił się na stronie głównej Google 20 marca 2009 roku. Rok później Carle został jednym z dziesięciu jurorów-ekspertów trzeciej edycji konkursu Doodle 4 Google przeznaczonego dla uczniów szkół podstawowych i ponadpodstawowych, którzy mają za zadanie stworzenie własnego Doodle’a inspirowanego tematem „Gdybym mógł zrobić cokolwiek, zrobiłbym...”.
W 2012 roku książka Carle’a Bardzo głodna gąsienica zajęła drugie miejsce w ankiecie przeprowadzonej wśród czytelników magazynu „School Library Journal”, której celem było stworzenie listy 100 najlepszych książek ilustrowanych (ang. Top 100 Picture Books).
W 2019 roku imieniem Erica Carle’a nazwano nowo odkryty w Hongkongu gatunek pająka (Uroballus carlei), co miało związek z wypadającą wtedy 50. rocznicą wydania Bardzo głodnej gąsienicy i 90. urodzinami Carle’a. W związku z rocznicą dotyczącą Bardzo głodnej gąsienicy znajdujące się w Nashville Frist Art Museum przygotowało wystawę „Eric Carle’s Picture Books: Celebrating 50 Years of The Very Hungry Caterpillar” trwającą od 18 października 2019 roku do 23 lutego 2020 roku. W listopadzie 2019 roku Carle sprzedał prawa do wszystkich swoich prac literackich wydawnictwu Penguin Random House.

## Życie prywatne
Zawsze był związany z Niemcami, gdzie mieszka jego młodsza siostra i płynnie mówił po niemiecku, w gwarze szwabskiej.
W 1953 roku zawarł związek małżeński z Dorotheą Wohlenberg, z którą doczekał się dwójki dzieci: syna Rolfa i córki Cirsten. Małżeństwo zakończyło się rozwodem w 1963 roku.
Po rozwodzie Carle poznał na Manhattanie Barbarę Morrison, nauczycielkę Montessori, która pracowała w księgarni The Cloisters, oddziału Metropolitan Museum of Art. W 1973 roku wzięli ślub i przeprowadzili się do Northampton w stanie Massachusetts. W 2007 roku zamieszkali w Key West w stanie Floryda – mimo to Eric Carle zatrzymał dom w Northampton, w którym mieściło się także jego studio. Małżeństwo trwało do śmierci Barbary Morrison w 2015 roku.
Zmarł na niewydolność nerek 23 maja 2021 roku w swoim letnim domu w Northampton.

## Styl i twórczość
Ilustracje tworzone przez Erica Carle’a są charakterystyczne za sprawą używania techniki kolażu, w której pokrywał farbami akrylowymi skrawki papieru – czasem używając szerokiego pędzla, czasem wąskiego, a czasem po prostu palców, gąbki lub innych narzędzi pozwalających uzyskać pożądaną teksturę. Następnie wycinał je i składał w intensywnie kolorowe obrazy. Jak sam przyznał w wywiadzie dla „The New York Timesa” w 2007 roku jego uwielbienie do intensywnych i radosnych kolorów było potęgowane przez „szarości, brązy i brudne zielenie używane przez nazistów do kamuflowania budynków”. Zaś jako inspirację do twórczości ilustratorskiej wskazał dwóch nauczycieli z czasów młodości: pana Kraussa, nauczyciela sztuki w szkole, który pokazywał mu reprodukcje prawnie zakazanych, określanych przez nazistów jako „zdegenerowane” dzieł Picassa, Klee, Matisse’a i niektórych niemieckich ekspresjonistów oraz profesora Ernesta Schneidlera uczącego w uczelni artystycznej w Stuttgarcie, w której studiował po ukończeniu szkoły.
Zgodnie ze stwierdzeniem Carle’a z jednego z wywiadów, poprzez swe książki „odgrzewa” okres życia w Niemczech po zwolnieniu ojca z niewoli, gdy ten zmagał się z jej zdrowotnymi skutkami. Dodał także, że za sprawą swych publikacji „pomaga dziecku, które może być po prostu nim”. Tematem poruszanych w książkach Carle’a historii jest często przyroda, a w szczególności małe zwierzęta. Wpływ na to mogły mieć związane z ojcem wspomnienia z dzieciństwa, którymi podzielił się na swojej stronie internetowej.

## Publikacje
- 1967, Brown Bear, Brown Bear, What Do You See? (ilustrator)
- 1968, 1, 2, 3 to the Zoo
- 1969, The Very Hungry Caterpillar
- 1970, Pancakes, Pancakes!
- 1970, The Tiny Seed
- 1970, Tales of the Nincompoop (ilustrator)
- 1970, The Boastful Fisherman (ilustrator)
- 1971, Feathered Ones and Furry (ilustrator)
- 1971, The Scarecrow Clock (ilustrator)
- 1971, Do You Want to Be My Friend?
- 1972, Rooster’s Off to See the World
- 1972, The Very Long Tail
- 1972, The Secret Birthday Message
- 1972, Walter the Baker
- 1973, Do Bears Have Mothers Too? (ilustrator)
- 1973, Have You Seen My Cat?
- 1973, I See a Song, 1973
- 1974, Kolekcja książek z podzielonymi stronami
  - My Very First Book of Numbers
  - My Very First Book of Colors
  - My Very First Book of Shapes
  - My Very First Book of Words
- 1974, Why Noah Chose the Dove (ilustrator)
- 1974, All About Arthur
- 1975, The Hole in the Dike (ilustrator)
- 1975, The Mixed-Up Chameleon
- 1976, Eric Carle’s Storybook, Seven Tales by the Brothers Grimm
- 1976, The Bad Tempered Ladybird
- 1978, Watch Out! A Giant!
- 1978, Seven Stories by Hans Christian Andersen (sequel Seven Tales by the Brothers Grimm)
- 1980, Twelve Tales from Aesop
- 1981, The Honeybee and the Robber
- 1982, Otter Nonsense (ilustrator)
- 1982, Catch the Ball!
- 1982, What's for Lunch
- 1983, Chip Has Many Brothers (ilustrator)
- 1985, The Very Busy Spider
- 1985, The Foolish Tortoise (ilustrator)
- 1985, The Greedy Python (ilustrator)
- 1985, The Mountain that Loved a Bird (ilustrator)
- 1986, All Around Us
- 1986, Papa, Please Get the Moon for Me
- 1986, Kolekcja książek małego formatu:
  - My Very First Book of Sounds
  - My Very First Book of Food
  - My Very First Book of Tools
  - My Very First Book of Touch
  - My Very First Book of Motion
  - My Very First Book of Growth
  - My Very First Book of Homes
  - My Very First Book of Heads
- 1986, All in a Day
- 1987, A House for Hermit Crab
- 1988, The Lamb and the Butterfly (ilustrator)
- 1988, Eric Carle’s Treasury of Classic Stories for Children
- 1989, Animals Animals (ilustrator)
- 1990, The Very Quiet Cricket
- 1991, Polar Bear, Polar Bear, What Do You Hear? (ilustrator)
- 1991, Dragons Dragons (ilustrator)
- 1992, Draw Me a Star
- 1993, Today Is Monday
- 1994, My Apron
- 1995, The Very Lonely Firefly
- 1996, Little Cloud
- 1997, From Head to Toe
- 1997, Flora and Tiger: 19 very short stories from my life
- 1998, Hello, Red Fox
- 1998, You Can Make a Collage: A Very Simple How-to Book
- 1999, The Very Clumsy Click Beetle
- 2000, Does a Kangaroo Have a Mother Too
- 2000, Dream Snow
- 2002, Slowly Slowly Said the Sloth
- 2003, Where Are You Going? To See My Friend!
- 2003, Panda Bear, Panda Bear, What Do You See? (ilustrator)
- 2004, Mister Seahorse
- 2005, 10 Little Rubber Ducks
- 2006, My Very First Book of Numbers
- 2007, Baby Bear, Baby Bear, What Do You See? (ilustrator)
- 2008, The Rabbit and the Turtle
- 2009, The Very Hungry Caterpillar, Pop-Up Edition (40th Anniversary Tribute Book)
- 2011, The Artist Who Painted A Blue Horse
- 2013, Friends
- 2014, What's Your Favorite Animal?
- 2015, The Nonsense Show

### Polskie wydania
Za polskie przekłady książek Erica Carle’a jest odpowiedzialne warszawskie Wydawnictwo Tatarak.

- Miś patrzy!
- Bardzo głodna gąsienica
- Bardzo głodna gąsienica XL
- Biedronka
- Pajączek
- Miś słucha!
- Czy chcesz być moim przyjacielem?
- Od stóp do głów
- Moja pierwsza książka o kolorach
- Moja pierwsza książka o liczbach
- Moja pierwsza książka o kształtach
- Moja pierwsza książka o domach zwierząt
- Śnieżne marzenie
- Urodzinowy sekret
- Konik morski
- Kameleon
- Tato, zdobądź dla mnie Księżyc